# Volo National Airlines 27
Il volo National Airlines 27 era un volo passeggeri di linea tra Miami e San Francisco con scali intermedi a New Orleans, Houston e Las Vegas, operato da un Douglas DC-10-10 (N60NA).
Il 3 novembre 1973, alle 16:40 circa, mentre l'aereo stava volando a 39.000 piedi (12.000 m) 65 miglia a sud-ovest di Albuquerque, il gruppo ventole del motore n. 3 (di dritta) si disintegrò ad opera di un guasto non contenuto. I frammenti penetrarono nella fusoliera, nelle gondole dei motori n. 1 e 2 e nell'area dell'ala destra. Il danno risultante causò la decompressione della cabina passeggeri dell'aeromobile e la perdita di alcuni sistemi elettrici e idraulici.
Un passeggero venne parzialmente risucchiato nell'apertura praticata da un finestrino della cabina guasto, dopo essere stato colpito anche lui dai frammenti. La cintura di sicurezza riuscì temporaneamente a trattenerlo in quella posizione. "Gli sforzi di un altro passeggero per salvare l'uomo non hanno avuto successo e l'occupante del sedile 17H è stato scaraventato dalla decompressione attraverso il finestrino della cabina."
L'equipaggio di volo avviò una discesa d'emergenza e l'aereo atterrò in sicurezza all'Aeroporto Internazionale di Albuquerque 19 minuti dopo il guasto al motore. 115 passeggeri e 12 membri dell'equipaggio sono usciti dall'aeromobile utilizzando gli scivoli di evacuazione. Di questi, 24 persone sono state curate per inalazione di fumo, problemi alle orecchie e abrasioni minori. L'aereo è stato riparato e successivamente integrato nella flotta di Pan Am (come Clipper Meteor).
La polizia di Stato del New Mexico e le organizzazioni locali hanno cercato a lungo il passeggero scomparso risucchiato fuori dal finestrino. È stata effettuata un'analisi computerizzata delle possibili traiettorie di caduta, ristringendo il campo delle ricerche. Tuttavia i tentativi non ebbero successo e il corpo del passeggero non fu recuperato fino a due anni dopo, quando una squadra di costruzione, lavorando sui binari per il radiotelescopio Very Large Array, si imbatté nei suoi resti ormai scheletrici. Il medico legale ad Albuquerque impiegò un altro anno per identificare il morto.

## Le indagini
Il National Transportation Safety Board stabilì che la probabile causa di questo incidente era stata la disintegrazione del gruppo ventola del motore n. 3 a seguito di un'interazione tra le punte delle pale della ventola e la cassa della ventola. Secondo l'NTSB, "la ragione o le ragioni precise dell'accelerazione e dell'inizio della vibrazione distruttiva non possono essere determinate in modo conclusivo", ma si è appreso abbastanza da prevenire il verificarsi di eventi simili. La velocità del motore al momento dell'incidente causò un'onda di risonanza nel gruppo ventola quando le punte delle pale della ventola iniziarono ad entrare in contatto con il rivestimento circostante. Il motore era stato progettato per avere una forza di ritenuta delle pale all'indietro di 18.000 libbre per impedire che le pale si spostino in avanti nelle loro fessure di montaggio e successivamente si allontanino dal disco della ventola. La forza all'indietro non era sufficiente. A seguito di questo incidente, GE riprogettò il motore in modo che la capacità di trattenere la lama fosse aumentata a 60.000 libbre e tale cambiamento fosse incorporato in tutti i motori già in servizio.
Oltre a ciò, si riscontrò che tra l'8 agosto e il 12 settembre 1973 erano stati segnalati 15 problemi relativi al terzo motore. Il motore era stato smontato dall'aereo per le riparazioni, e tra la sostituzione e l'incidente i piloti avevano segnalato altri 26 guasti. Si scoprì che i bulloni che tenevano in posizione il rivestimento anteriore, che si erano rotti nell'incidente, erano al di fuori delle tolleranze stabilite. Fu inviato un dispaccio tecnico per ispezionare questi motori e trovarono altre sei discrepanze nella sola flotta della National Airlines. Pertanto, questa spedizione è stata resa obbligatoria per tutti i primi DC-10 al fine di evitare che il problema si ripresentasse.
L'NTSB espresse preoccupazione per quanto riguardava l'equipaggio di cabina, il quale in quel momento stava conducendo un esperimento non autorizzato sul sistema di accelerazione automatica. Si erano chiesti da dove il sistema avesse preso le letture della potenza del motore e per vedere se fosse la lettura del tachimetro N1 "l'ingegnere di volo ha premuto i tre tachimetri N1 [interruttori automatici]" e poi ha regolato l'impostazione dell'automanetta. Il registratore di suoni della cabina di pilotaggio ha dimostrato che i motori avevano modificato la loro impostazione di potenza quando richiesto, dimostrando all'equipaggio che il sistema era alimentato da un'altra fonte. A questo punto i piloti ripristinarono manualmente le manette alla normale potenza di spinta prima che l'ingegnere di volo impostasse su OFF gli interruttori del tachimetro. È stato stabilito se l'equipaggio avesse accidentalmente superato la normale velocità del motore durante l'impostazione della potenza senza i tachimetri, ma non c'erano prove sufficienti per fornire un giudizio definitivo. Ciò nonostante; "indipendentemente dalla causa dell'elevata velocità della ventola al momento del guasto della ventola, il Safety Board è preoccupato che l'equipaggio di condotta stesse, in effetti, eseguendo un'analisi di guasto non testata su questo sistema. Questo tipo di sperimentazione, senza il beneficio di formazione o linee di guida specifiche, non dovrebbero mai essere eseguite durante le operazioni di volo dei passeggeri."